# August Kiß
Pour les articles homonymes, voir Kiss.
August Karl Eduard Kiß, né le 11 octobre 1802 à Paprotzan en Haute-Silésie et mort le 24 mars 1865 à Berlin, est un sculpteur prussien.

## Biographie
August Kiss se rend à Berlin en 1822 étudier auprès de Rauch à l'académie. Il apprend de Schinkel l'art des reliefs, en collaborant avec lui à la monumentale église Saint-Nicolas de Potsdam. Il est l'auteur en 1839 d'une Amazone luttant contre une panthère. Il en fait un copie en marbre pour le roi Louis Ier de Bavière en 1842, et une autre est coulée par Christoph Heinrich Fischer en bronze pour l'Altes Museum.
Il est aussi l'auteur en 1847 d'une statue équestre de Frédéric le Grand à Breslau, coulée en bronze par Klagemann. Il représente aussi deux fois le roi Frédéric-Guillaume III en bronze, l'une en pied et en uniforme de général à Potsdam, l'autre à cheval avec une couronne de laurier à Königsberg (1851). Six figures féminines allégoriques se trouvent sur les côtés du socle du monument, tandis que les panneaux sont décorés de bas-reliefs relatant l'histoire de Prusse.
Il réalise ensuite un saint Michel victorieux du dragon, en bronze, qui est offert par Frédéric-Guillaume IV à son frère Guillaume, en remerciement de son commandement pendant le retour à l'ordre, après les émeutes de Bade (château de Babelsberg); une monumentale statue équestre de saint Georges terrassant le dragon (autrefois dans la cour du château de Berlin, aujourd'hui au bord de la Sprée dans le Nikolaiviertel), une statue de Beuth devant l'académie d'architecture de Berlin; ainsi que des statues de bronze pour la Wilhelmplatz, remplaçant six statues de marbre abimées. Quatre sont inchangées, et deux sont remodelées par lui: celle de Winterfeldt et celle de Schwerin.
La Wilhelmplatz fait aujourd'hui partie de la Wilhelmstraße, avec des constructions datant de l'époque de la république démocratique allemande. Les statues de Zieten et de Léopold Ier d'Anhalt-Dessau se trouvent maintenant à l'angle de la Wilhelmstraße et de la Mohrenstraße.
Il est enterré à l'ancien cimetière Saint-Matthieu (Alter St.-Matthäus-Kirchhof) de Berlin.

## Quelques œuvres

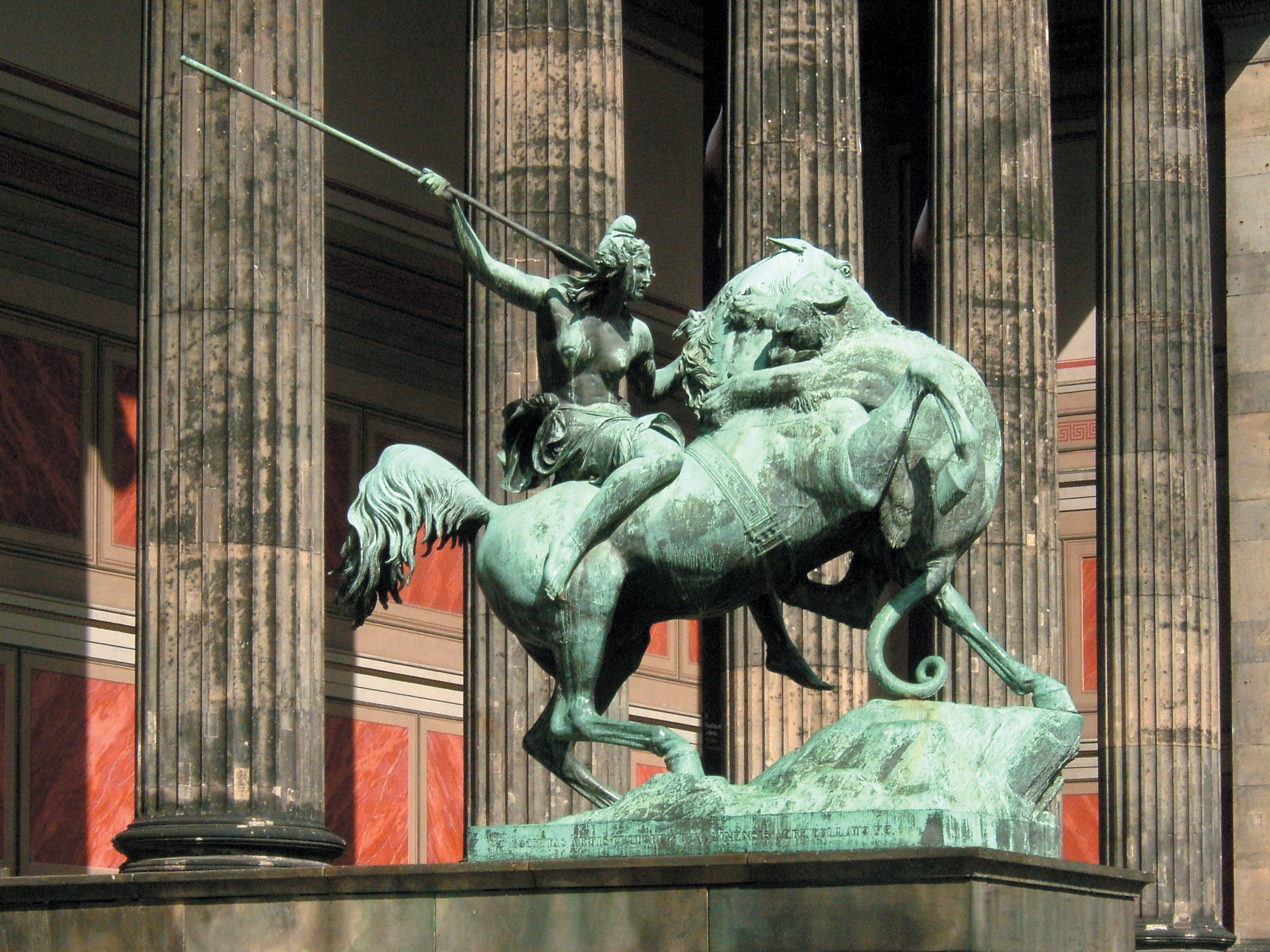
Amazone luttant contre une panthère

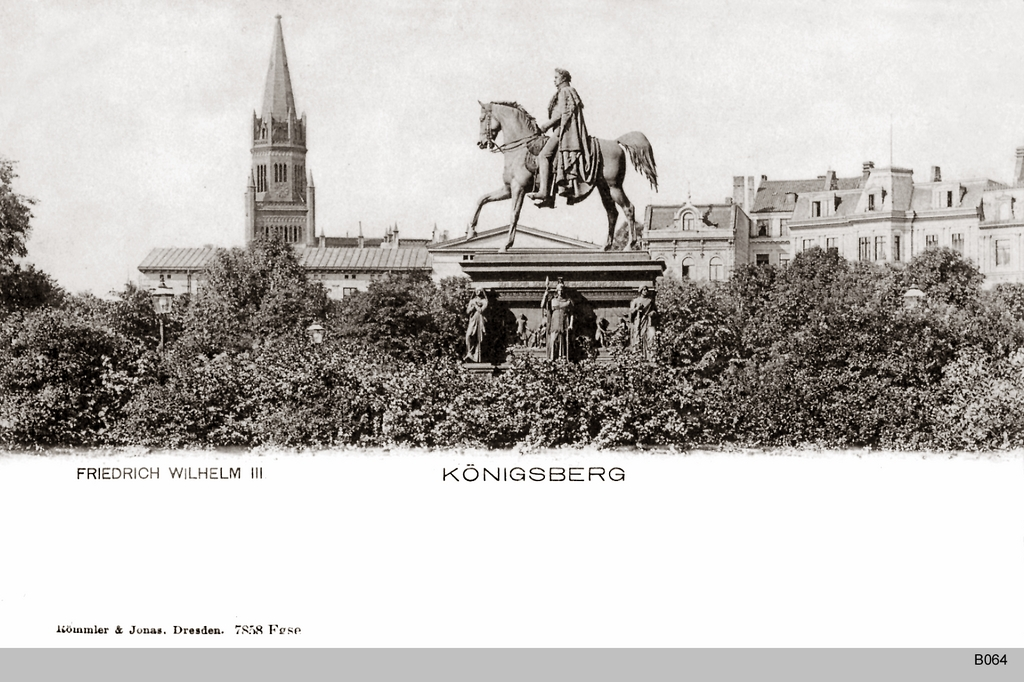
Statue équestre de Frédéric-Guillaume III, couronné de laurier, à Königsberg

- 1837-1841: Amazone luttant contre une panthère, Altes Museum
- 1830-1850: façade de l'église Saint-Nicolas de Potsdam
- 1841: statue équestre de Frédéric le Grand à Breslau
- 1841: monument funéraire de Schinkel au cimetière de Dorotheenstadt
- 1844: statue équestre de Frédéric-Guillaume III à Königsberg
- après 1845 : stèle de Ludwig Persius au cimetière de Bornstedt de Potsdam
- vers 1850 : sculptures du monument à la Prusse à l'Alter Friedhof
- 1851: statue de Frédéric-Guillaume III à Potsdam
- 1851: statue équestre de Frédéric-Guillaume III à Königsberg
- 1851-1856: statue de l'archange saint Michel à l'église Saint-Michel de Berlin
- vers 1856: statue dorée de l'archange saint Michel sur la coupole du château de Schwerin
- 1854-1861: statue de Beuth devant l'académie d'architecture de Berlin
- 1855: statue de saint Georges, aujourd'hui dans le quartier de Nikolaiviertel
- après 1857: médaillon de Rauch sur sa tombe au cimetière de Dorotheenstadt
- 1858: statue du prince Léopold III d'Anhalt-Dessau, transférée à Lauchhammer
- 1862: L'Art instruit l'Industrie et l'Artisanat, au tympan de l'aile ouest du Neues Museum.
- 1862: sépulture de la comtesse Laura von Donnersmarck (de) à Wolfsberg en Carinthie

## Illustrations

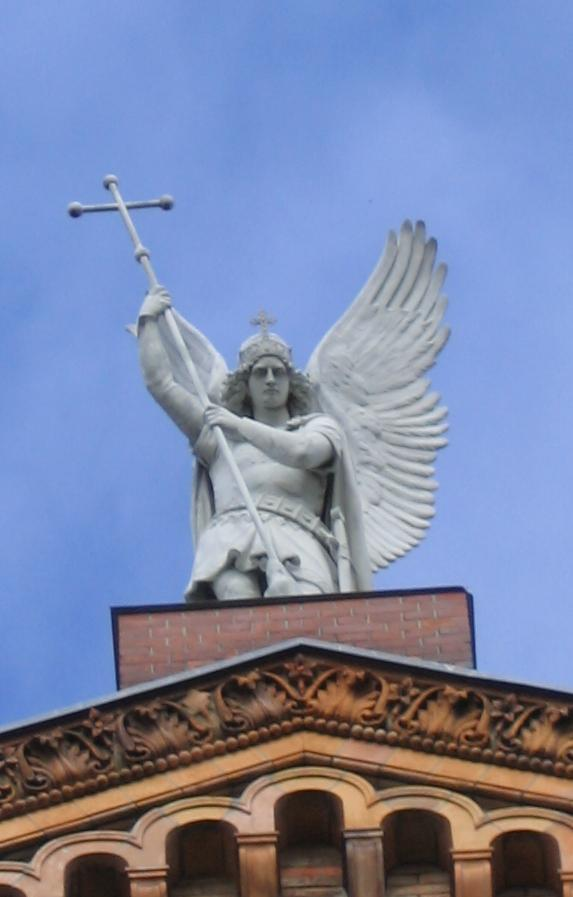
Saint Michel à l'église Saint-Michel de Berlin
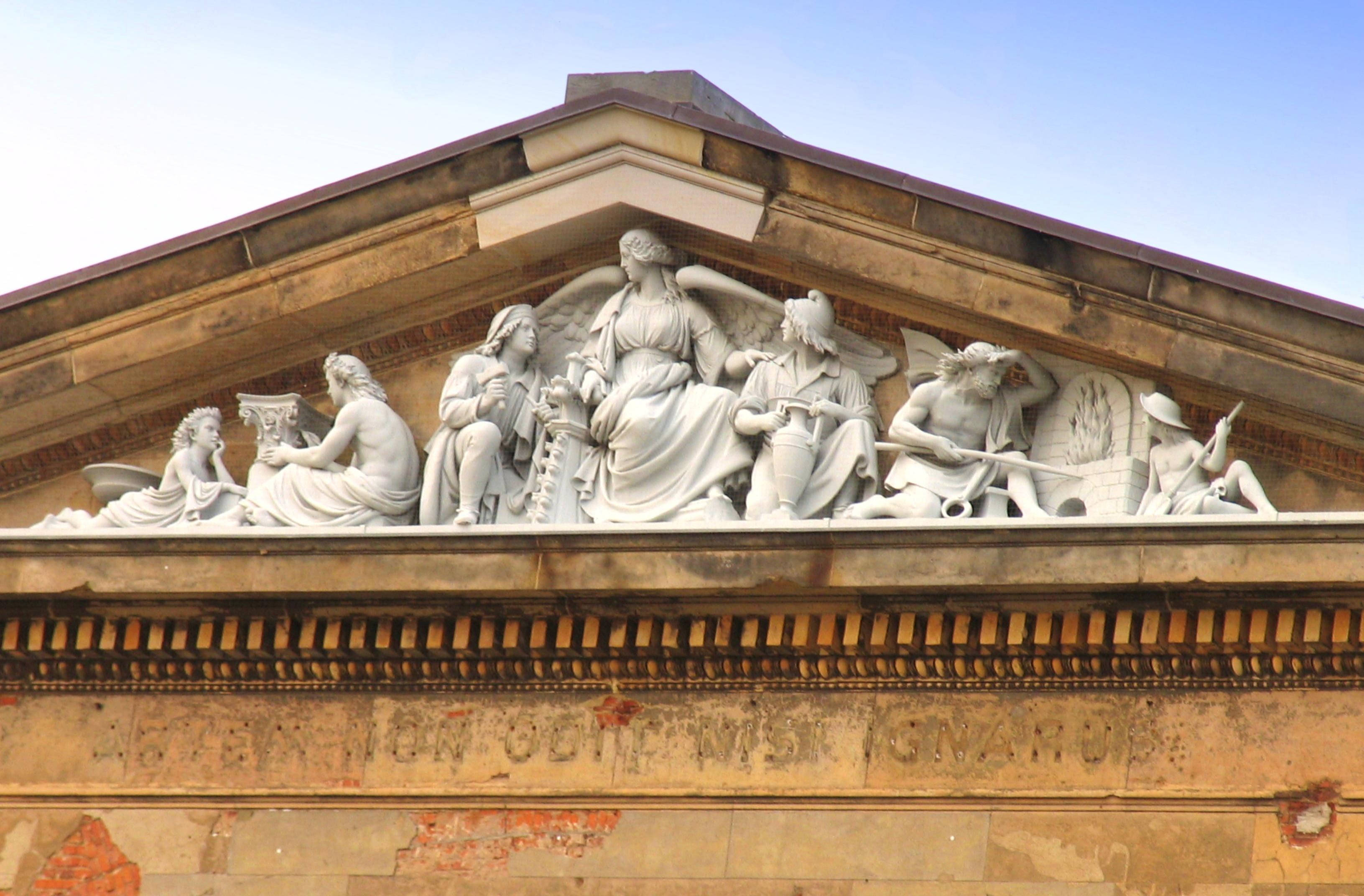
Fronton ouest du Neues Museum
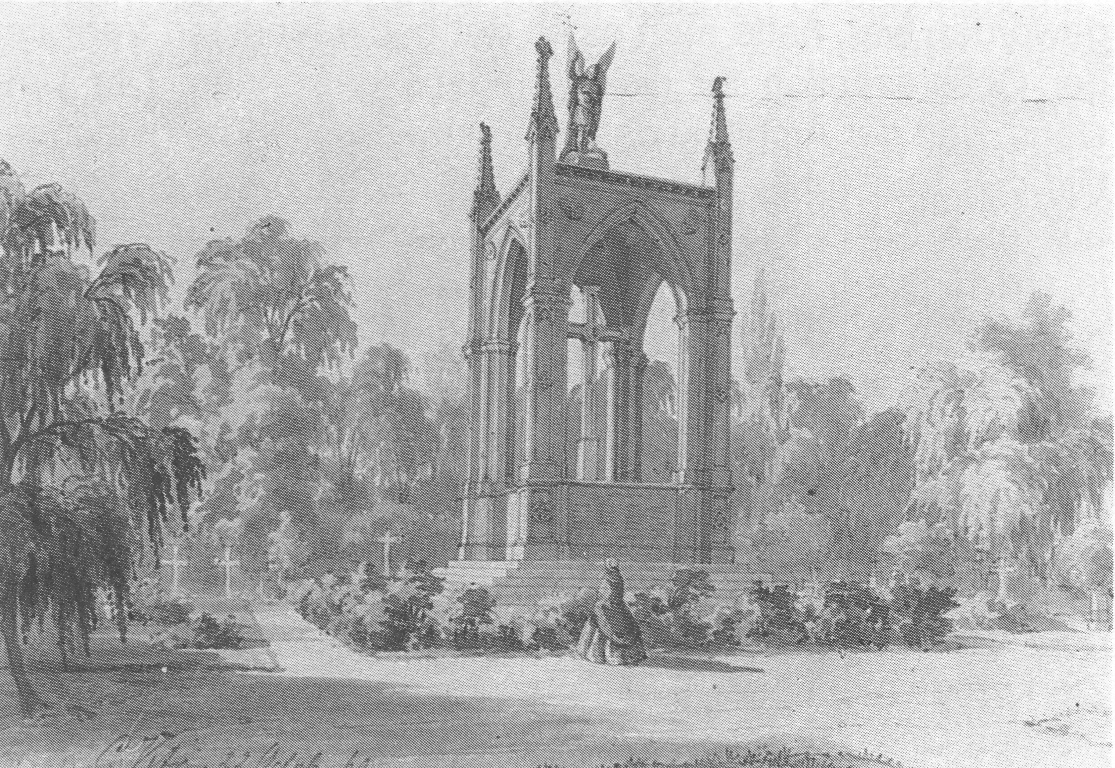
Monument dédié à la Prusse, à l'Alter Friedhof
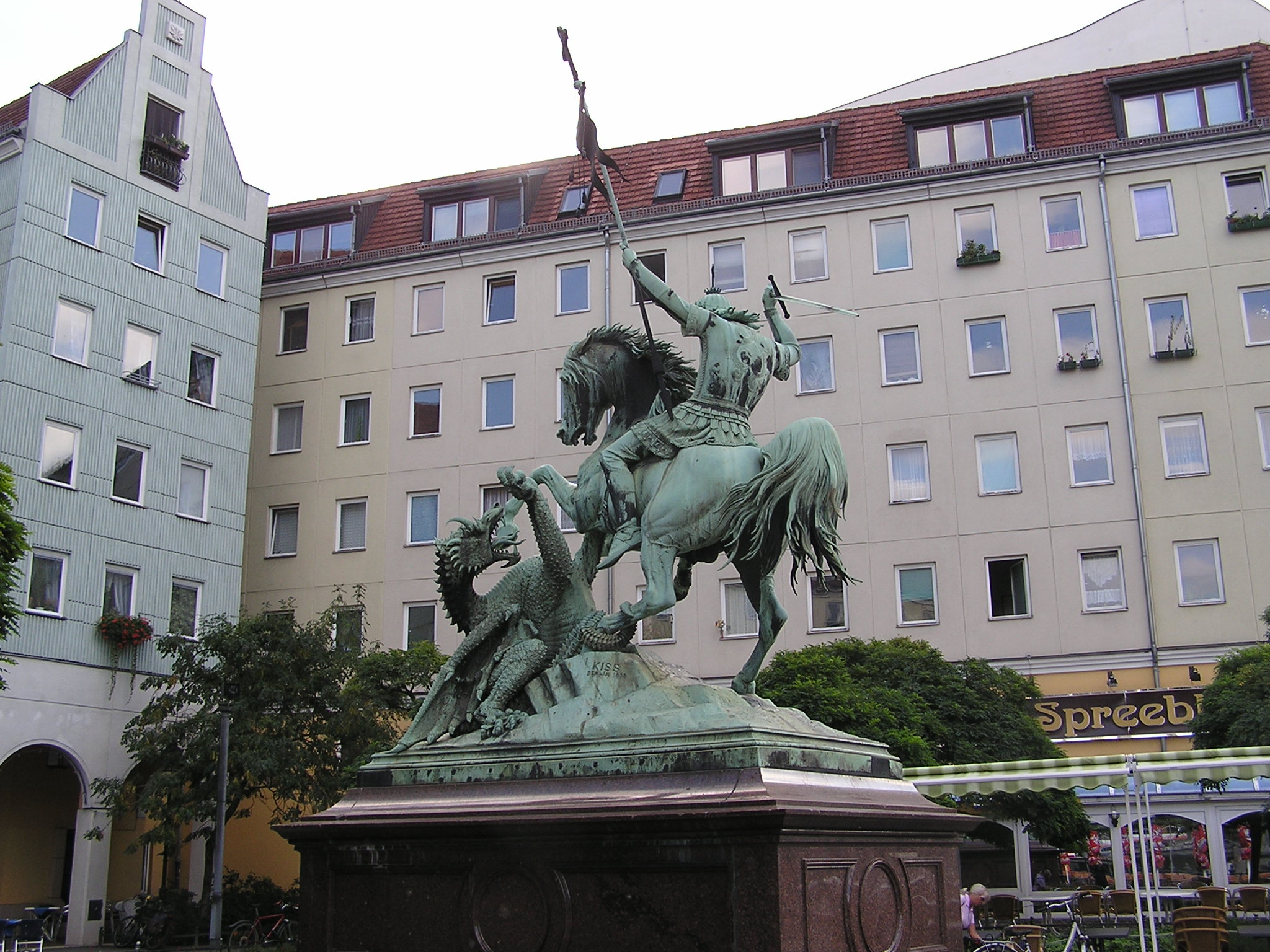
Statue de saint Georges
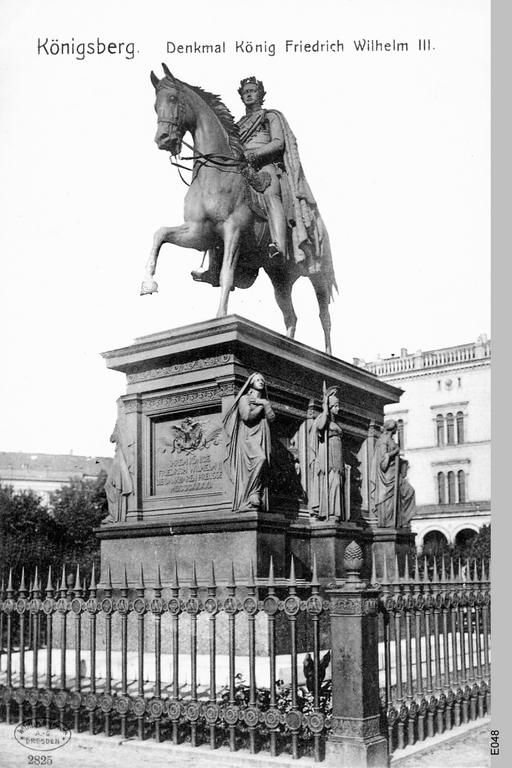
Statue équestre de Frédéric-Guillaume III à Königsberg